# Hyaliodes brevis
Hyaliodes brevis är en insektsart som beskrevs av Knight 1941. Hyaliodes brevis ingår i släktet Hyaliodes och familjen ängsskinnbaggar. Inga underarter finns listade i Catalogue of Life.